# Crise de Burundi (2015–2018)
A Crise em Burundi foi uma série de transtornos políticos, militares e sociais que acontecem nesta nação africana. Começou em 25 de abril de 2015 quando o partido que ocupava o governo, o Conselho Nacional para a Defesa da Democracia – Forças de Defesa da Democracia (CNDD-FDD), anunciou que o presidente do país, Pierre Nkurunziza (no cargo desde 2005), concorreria a um terceiro mandato em 2015. A oposição iniciou então uma série de protestos afirmando que as ações do presidente eram inconstitucionais.
As demonstrações de oposição ao presidente Nkurunziza se espalharam pela capital, Bujumbura, e duraram pelo menos três semanas. Neste meio tempo, a Suprema Corte do país aprovou o direito de Nkurunziza a concorrer a um terceiro mandato, apesar de pelo menos um juiz ter fugido para o exterior afirmando ter recebido ameaças de morte por parte de oficiais do governo. Os protestos da oposição ganharam então mais intensidade, fechando as redes de comunicação do país, as universidades e prédios públicos. O governo passou então a chamar os manifestantes de "terroristas" e a repressão ficou mais violenta. Para escapar da violência política crescente, milhares de pessoas começaram um êxodo do país. Centenas de opositores também foram detidos e muita gente morreu.
Em 13 de maio de 2015 deu-se o início de uma tentativa de golpe de Estado, liderada pelo major-general Godefroid Niyombare, enquanto o presidente Nkurunziza estava na Tanzânia atendendo a uma reunião de emergência sobre o estado do seu país. No dia seguinte a situação já teria se acalmado, com tropas do governo retomando o controle da capital e prendendo os líderes golpistas. A violência política, contudo, começou a ganhar mais intensidade.
De acordo com o Banco Mundial, Burundi é um dos países mais miseráveis da África, com 66,9% da população vivendo abaixo da linha da pobreza. Corrupção e má gestão por parte do poder público também são comuns. A recente crise afetou a já enfraquecida economia e somada a tensões étnicas acabou atraindo as atenções da mídia internacional e de outros países e organizações, como a ONU. A União Africana pediu para o país adiar as eleições, que foram marcadas para julho de 2015. Uganda e África do Sul fizeram pedidos similares, mas o governo burundiano se recusou e Nkurunziza ganhou o pleito, apesar de denúncias de irregularidades e repressão política.
O resultado das eleições presidenciais de julho de 2015 em Burundi irritou a oposição e também uma enorme parcela da população. A instabilidade política e social tomaram conta do país, com violentos confrontos entre forças leais ao presidente e manifestantes anti-Nkurunziza. Tensões sectárias também estavam crescendo, alimentando ainda mais a crise.
No começo de janeiro de 2016, mais de 439 pessoas já haviam morrido nos distúrbios que atingiram o país e outros 240 000 fugiram para buscar refúgio no exterior.